# Can Severí
Can Severí és una masia de Sils (Selva) inclosa a l'Inventari del Patrimoni Arquitectònic de Catalunya.

## Descripció
Edifici de dues plantes i golfes i coberta amb vessants a laterals i cornisa catalana. Té la porta adovellada de mig punt amb la clau decorada amb un relleu que representa Sant Miquel vencent el diable i una inscripció: “SM 1578”, la porta destaca del conjunt perquè és de fusta i està pintada de color verd. Al damunt d'aquesta porta hi ha una gran finestra renaixentista amb guardapols i caps d'angelets a les impostes. Pel que fa a la resta d'obertures són emmarcades amb pedra, llinda monolítica i ampit motllurat. La finestra de la planta baixa, a l'esquerra de la porta, està protegida per una reixa de barrots de ferro forjat, i pel davant hi passa la branca d'una parra. Les finestretes de les golfes estan tapiades. Es conserva, a la façana, un rellotge de sol pintat, amb la inscripció “Mas Sabri”. A l'extrem dret del mur de la façana hi ha una altra obertura, amb llinda rectangular i porta metàl·lica. La casa manté l'estructura original però al darrere de l'edifici hi diversos cossos afegits.

## Història
La datació del segle xvi ens la dona la inscripció de la clau da la porta: 1578.